# Železniční trať Tel Aviv – Modi'in

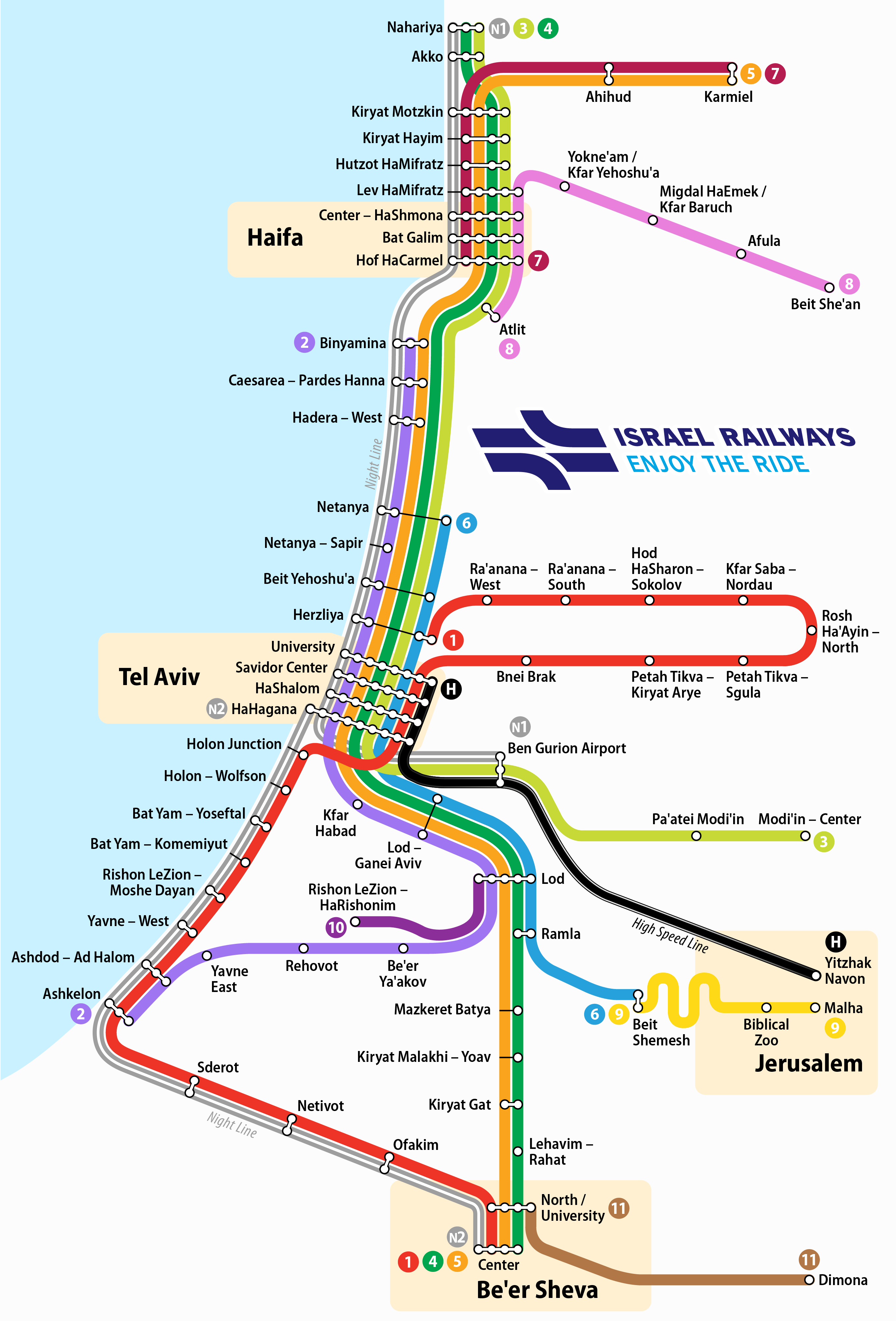
Schéma linkového vedení izraelských drah roku 2018, trať Tel Aviv – Modi'in tvoří dolní část světle zelené linie.

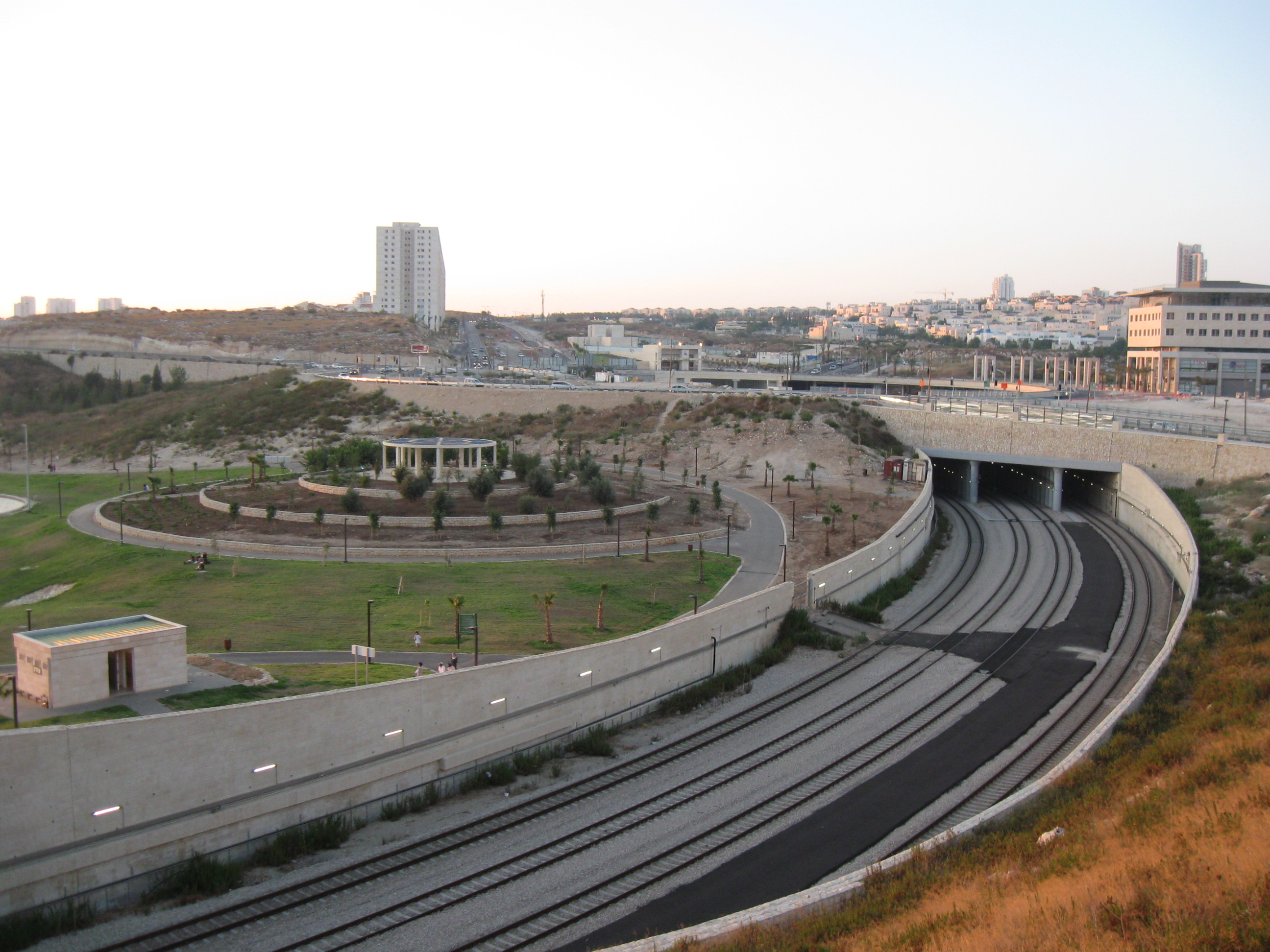
Železniční trať ve městě Modi'in

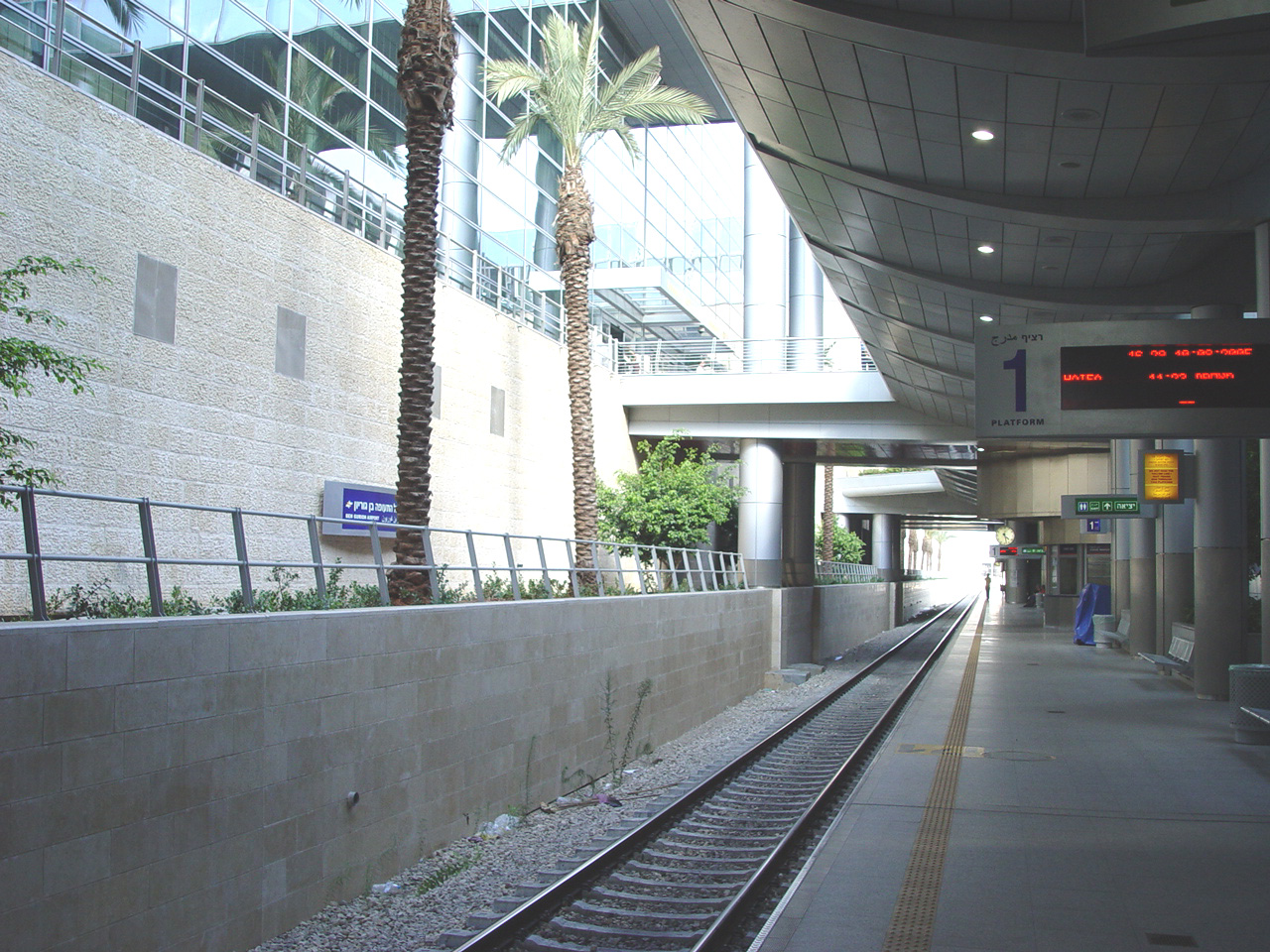
Železniční stanice Ben Gurionovo letiště

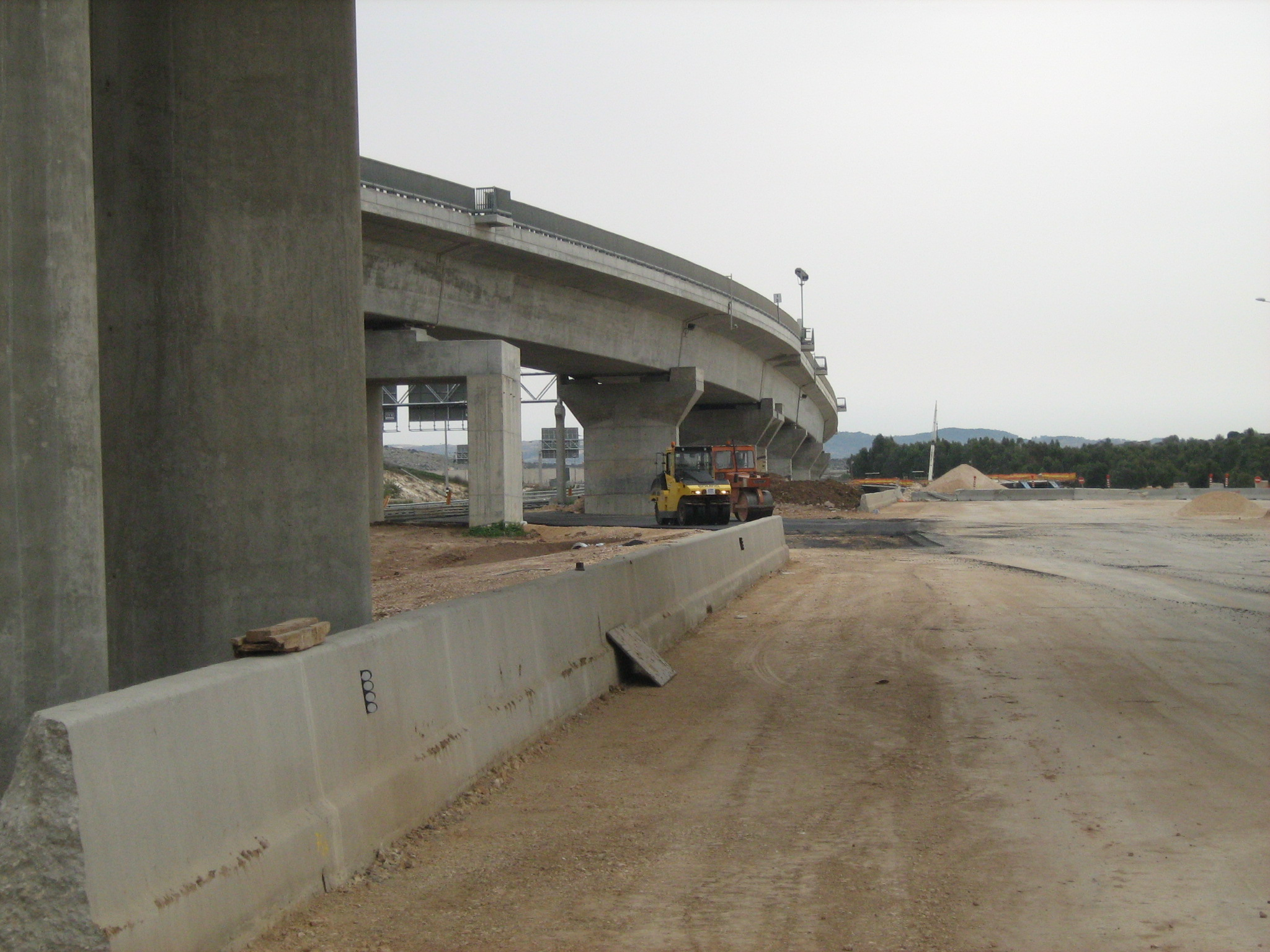
Těleso železniční trati u křižovatky Anava (odbočka do Modi'in)

Železniční trať Tel Aviv-Modi'in nebo jen železniční trať do Modi'inu (hebrejsky מסילת הרכבת למודיעין, mesilat ha-rakevet le-Modi'in nebo קו הרכבת למודיעין, kav ha-rakevet le-Modi'in) je rychlostní železniční trať v Izraeli, která vede z Tel Avivu přes Ben Gurionovo mezinárodní letiště do města Modi'in. Inženýrsky samostatným traťovým úsekem je jen krátká část od letiště do Modi'inu, přičemž úsek od letiště k odbočce na Modi'in je součástí vysokorychlostní železniční tratě Tel Aviv – Jeruzalém, zprovozněné roku 2018.

## Dějiny
Možnosti vysokorychlostního a kapacitního vlakového spojení v rámci aglomerace Tel Avivu se zvýšily během 90. let 20. století, kdy vznikl železniční dopravní koridor (Ajalonská železniční trať) podél takzvané Ajalonské dálnice (dálnice číslo 20) na východním okraji Tel Avivu coby nejfrekventovanější železniční úsek v Izraeli. Z ní pak počátkem 21. století vyšla nová odbočka. Jako první byla roku 2003 otevřena železniční stanice Ben Gurionovo letiště vedená po samostatném tělese a začleněná do komplexu nového terminálu tohoto mezinárodního letiště. Zároveň pokračovalo posilování kapacity v samotném Tel Avivu, kde byla roku 2006 podél Ajalonské dálnice přidána třetí kolej. Následovalo vlastní železniční spojení do prudce rostoucího města Modi'in. V roce 2007 byla trať prodloužena do železniční stanice Pa'atej Modi'in a roku 2008 přibyla i železniční stanice Modi'in merkaz.

## Trať do Jeruzaléma a další plánované železniční propojení Modi'inu
Kolejové těleso mezi Tel Avivem a Modi'inem již bylo koncipováno pro vyšší provozní rychlosti a v části trasy sleduje koridory silničních staveb. Hlavní destinací této vysokorychlostní trati ale je Jeruzalém. V prvních dvou dekádách 21. století probíhala výstavba tohoto inženýrsky náročného úseku. Nová trať nemá přímou návaznost na úsek se dvěma stanicemi ve městě Modi'in, který se tak po dokončení rychlovlaku do Jeruzaléma roku 2018 stal fakticky jen odbočkou tohoto příměji vedeného spojení dvou největších izraelských měst, tedy Tel Avivu a Jeruzaléma. 
Ovšem samotná trať do Modi'inu nemá být podle plánů Izraelských dráh natrvalo jen krátkou odbočkou s dvěma zastávkami. V druhé dekádě 21. století se konkretizovaly projekty na vytvoření východozápadního železničního spojení mezi městy Modi'in, dále novým úsekem podél silnice 431 okolo jižního okraje měst Ramla a Be'er Ja'akov, až do města Rišon le-Cijon, kde má dojít k propojení dvou tamních stávajících železničních stanic, ležících na dvou různých tratích, a to stanice ha-Rišonim na trati Tel Aviv – Rišon le-Cijon a stanice Moše Dajan na trati Tel Aviv – Bnej Darom. Již provozovaný úsek do Modi'inu by se tak stal součástí významné tangenciální železniční linie v téměř čtyřmilionové aglomeraci Tel Avivu. 

## Seznam stanic
V současnosti jsou na železniční trati Tel Aviv-Modi'in následující stanice:
- železniční stanice Tel Aviv Savidor merkaz (společná pro více tratí)
- železniční stanice Tel Aviv ha-Šalom (společná pro více tratí)
- železniční stanice Tel Aviv ha-Hagana (společná pro více tratí)

odbočuje železniční trať Tel Aviv – Bnej Darom
odbočuje trať společná pro železniční trať Tel Aviv-Aškelon, železniční trať Tel Aviv-Rišon le-Cijon, železniční trať Tel Aviv-Beerševa a železniční trať Tel Aviv-Jeruzalém
- železniční stanice Ben Gurionovo letiště

křížení s východní železniční tratí
odbočuje vysokorychlostní železniční trať Tel Aviv – Jeruzalém
- železniční stanice Pa'atej Modi'in
- železniční stanice Modi'in merkaz

## Linkové vedení
V Izraeli neexistuje pevné dělení na jednotlivé železniční tratě (historicky, geograficky a inženýrsky vymezené). Místo toho je zde preferován systém jednotlivých spojů (linek), které často vedou na větší vzdálenosti po několika historicky a geograficky odlišných traťových úsecích. 
V rámci linkového vedení Izraelských drah k roku 2018 je trať Tel Aviv – Modi'in obsluhována spojem, který začíná ve městě Naharija na severních hranicích Izraele a vede pak k jihu přes Haifu, Chaderu, Netanji do Tel Avivu (jde o historickou pobřežní železniční trať). Spoj pak projede ústřední železniční trasou podél Ajalonské dálnice (Ajalonská železniční trať) v Tel Avivu a následně pokračuje rychlostním úsekem okolo mezinárodního Ben Gurionova letiště do Modi'inu.
- železniční stanice Naharija
- železniční stanice Akko
- železniční stanice Kirjat Mockin
- železniční stanice Kirjat Chajim
- železniční stanice Chucot ha-Mifrac
- železniční stanice Lev ha-Mifrac
- železniční stanice Chejfa Merkaz ha-Šmona
- železniční stanice Chejfa Bat Galim
- železniční stanice Chejfa Chof ha-Karmel
- železniční stanice Atlit
- železniční stanice Binjamina
- železniční stanice Kejsarija-Pardes Chana
- železniční stanice Chadera Ma'arav
- železniční stanice Netanja
- železniční stanice Bejt Jehošua
- železniční stanice Herzlija
- železniční stanice Telavivská univerzita
- železniční stanice Tel Aviv Savidor Merkaz
- železniční stanice Tel Aviv ha-Šalom
- železniční stanice Tel Aviv ha-Hagana
- železniční stanice Ben Gurionovo letiště
- železniční stanice Pa'atej Modi'in
- železniční stanice Modi'in merkaz